# Distretto di Cherchell
Il distretto di Cherchell è un distretto della provincia di Tipasa, in Algeria. Prende il nome dal suo capoluogo, Cherchell.

## Comuni
Il distretto comprende 4 comuni:
- Cherchell
- Sidi Ghiles
- Hadjeret Ennous
- Sidi Semiane